# Kim Seoung-il
Kim Seoung-il (Hangŭl: 김성일, Hanja:  金成一) (Daegu, 19 dicembre 1990) è un pattinatore di short track sudcoreano.

## Palmarès

### Giochi olimpici invernali
- 1 medaglia:
  - 1 argento (staffetta 5000 m a Vancouver 2010)

### Campionati mondiali di short track
- 1 medaglia:
  - 1 oro (staffetta 5000 m a Sofia 2010)

### Campionati mondiali di short track a squadre
- 1 medaglia:
  - 1 oro (Bormio 2010)